# Мадагаскарские вересковые заросли
Мадагаскарские вересковые заросли — маленький горный экологический регион. Статус сохранности экорегиона оценивается как критический, его специальный код — AT1011.
Экорегион включает места обитания вересковых зарослей на верхних склонах четырёх основных массивов Мадагаскара (с севера на юг): Царатанана, Марудзедзи, Анкаратра и Андрингитра. Основу геологии этих массивов составляют метаморфические и магматические докембрийские горные породы фундамента. Скалы массивов покрывают тонкие, бедные питательными веществами почвы.

## Климат
В этих горных районах наблюдаются значительные суточные и сезонные колебания температуры. В холодное время года на массиве Андрингитра выпадает снег, а температура может опускаться до −11 °C. Дневные экстремальные температуры могут превышать 30 °C. На более влажных склонах массивов экорегиона, обращённых на восток, вероятно, выпадает более 2500 мм в год, на западных склонах их выпадает значительно меньше.

## Флора и фауна
Биологически экорегион был исследован лишь относительно недавно.
В вересковые лесах преобладают растения семейств астровые (Psiadia, Stenocline, Stoebe, цмин), вересковые (Agauria, вакциниум, эрика), мареновые и родов Phylica и подокарп. Представлено большое разнообразие лишайников и мохообразных. Небольшие влажные и заполненные торфом впадины служат пристанищем для эндемичных растений. Также в экорегионе произрастают засухоустойчивые растения, включая алоэ и каланхое.
На основных горных массивов Мадагаскара видовое разнообразие птиц, рептилий и амфибий уменьшается с высотой. До недавнего времени было известно очень мало о составе позвоночных в этих горных районах. Два млекопитающих считаются эндемиками этого экорегиона — грызуны Monticolomys koopmani и Voalavo gymnocaudus. Почти эндемичные млекопитающие включают Hemicentetes nigriceps, Microgale gracilis, Microgale gymnorhyncha, Microgale monticola, соневидного хомяка Майера и четырёхпалого тенрека.
В вересковых зарослях экорегиона обитает более 10 видов эндемичных и почти эндемичных рептилий, включая Lygodactylus arnoulti. По крайней мере, одна амфибия, буропятнистый веслоног, строго эндемична, ещё пять видов почти эндемичны для экорегиона.

## Состояние экорегиона
Одна из основных угроз для экорегиона — регулярные поджоги для выпаса скота. Они привели к значительной деградации и фрагментации среды обитания. Небольшие горные участки среды обитания охраняются в заповедниках Анджанахарибе-Суд и Андоахахела. Наиболее хорошо горные места обитания сохранились на массиве Андрингитра. На массиве Анкаратра есть лишь очень небольшие участки естественного леса и нет официальной защиты.